# Neda Arnerić
Neda Arnerić (en cyrillique serbe : Неда Арнерић), née à Knjaževac (Yougoslavie, aujourd'hui en Serbie) le 15 juillet 1953 et morte le 10 janvier 2020 à Belgrade (Serbie), est une actrice yougoslave puis serbe.

## Biographie
En 1980, Neda Arnerić est diplômée de la Faculté de philosophie de l'université de Belgrade avec un diplôme en histoire de l'art.

### Mort
En février 2019, son frère l'a retrouvée inconsciente dans sa propre maison à Belgrade, après quoi elle a passé beaucoup de temps à l'Académie de médecine militaire de Belgrade. Le 10 janvier 2020, elle est décédée à l'âge de 66 ans.

## Filmographie

### Au cinéma
- 1967 : Le Matin (Jutro) de Mladomir Puriša Đorđević
- 1972 : Beati i ricchi de Salvatore Samperi : Lucia Barti
- 1973 : Shaft contre les trafiquants d'hommes de John Guillermin
- 1973 : Ce cochon de Paolo (Paolo il caldo) de Marco Vicario : Caterina
- 1974 : L'erotomane de Marco Vicario
- 1975 : Quand la ville s'éveille de Pierre Grasset
- 1980 : Qui chante là-bas ? (Ko to tamo peva) de Slobodan Šijan
- 1984 : Mes amours de 68 (Varljivo leto '68) de Goran Paskaljević
- 1987 : Ange gardien (Andjeo čuvar) de Goran Paskaljević
- 1989 : Le Temps des miracles (Vreme čuda) de Goran Paskaljević